# 魔符
《魔符》（英語：The Talisman）是史蒂芬金與彼得·史卓伯於1984年所合著的奇幻小說。其後兩人於2001年合著《魔符》的續篇《黑屋》描述主角傑克長大後的經歷。

## 故事簡介
傑克隨母親去到新罕布夏州養病，傑克在這裡遇到一個親切的黑人史畢迪，史畢迪告訴傑克，只要一直向西面走，去到魔域的最西邊，便可以取得魔符，拯救母親的性命。傑克從現實的美國及魔域兩邊穿梭，在路上他遇上摩根叔叔在魔域的邪惡化身，被迫在酒吧做廉價勞工賺錢上路，又被困在獨裁統治下的兒童院，途中一直遇著各種折磨。幸好，傑克遇上了魔域的阿狼及摩根的兒子查理，兩人在路上協助傑克披荊斬棘，終於到達闇黑旅館取得魔符，世界最終恢复和平。

## 外部來源
- 史蒂芬‧金; 彼得‧斯陶伯; 王詩琪（翻譯）. . 人民文學出版社. 2017-03-31. ISBN 9787020122677.